# Couepia paraensis
Couepia paraensis là một loài thực vật có hoa trong họ Cám. Loài này được (Mart. & Zucc.) Benth. mô tả khoa học đầu tiên năm 1840.